# 義釈
『義釈』（ぎしゃく、巴: Niddesa、ニッデーサ）とは、パーリ仏典経蔵小部の第14経。
『スッタニパータ』に対する注釈という体裁になっている。伝承では『無礙解道』と共にサーリプッタ（舎利弗）の作とされる。

## 構成
以下の2篇から成る。
- 大義釈（だいぎしゃく、巴: Mahā-Niddesa、マハー・ニッデーサ） --- 『スッタニパータ』第4章（Atthaka Vagga）に対する注釈。
- 小義釈（しょうぎしゃく、巴: Cūḷa-Niddesa、チューラ・ニッデーサ） --- 『スッタニパータ』第5章（Parayana Vagga）及び第1章の3「犀の角経」（Khaggavisana Sutta）に対する注釈。

## 日本語訳
- 『南伝大蔵経』 大蔵出版
- 『小部経典』 第8巻（大義釈）-第9巻（小義釈）、正田大観、Kindle 2015年